# Ел-Паломар
Ел-Паломар, Паломар (валенс. Palomar, ісп. Palomar, офіційна назва El Palomar) — муніципалітет в Іспанії, у складі автономної спільноти Валенсія, у провінції Валенсія. Населення — 585 осіб (2010).

## Географія
Муніципалітет розташований на відстані близько 320 км на південний схід від Мадрида, 70 км на південь від Валенсії.

## Демографія
Динаміка населення (INE ):

## Галерея зображень

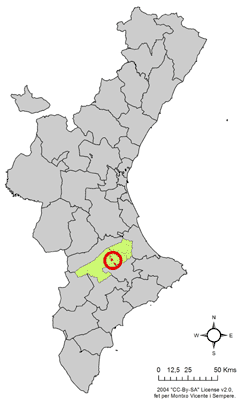
Розташування муніципалітету Ел-Паломар у автономній спільноті Валенсія
Розташування муніципалітету Ел-Паломар у комарці Вальє-де-Альбайда